# Florent Pauwels

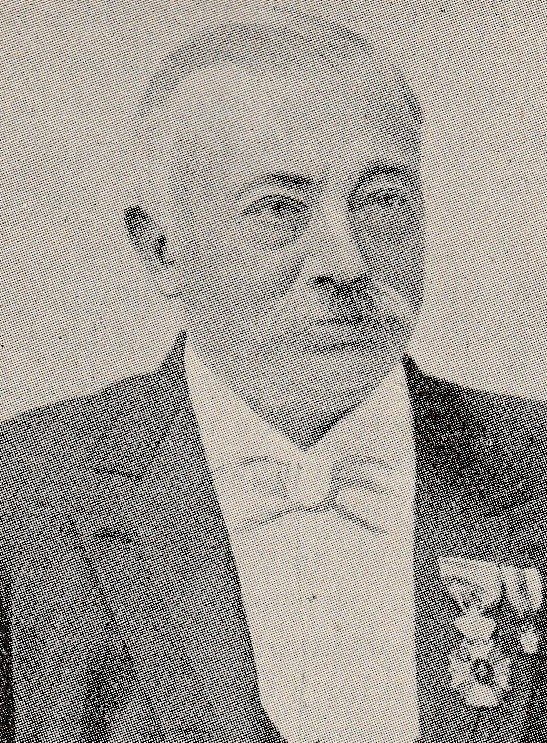
Florent Pauwels

Florentius Josephus Andreas Aloysius Pauwels (Antwerpen, 14 december 1830 – aldaar, 21 februari 1913) was een koopman in tabakswaren, ridder in de Leopoldsorde en burgemeester van Deurne van 3 februari 1885 tot 18 augustus 1907.
Pauwels was tevens provincieraadslid van Antwerpen, raadslid der kerkfabriek van de Sint-Rochusparochie te Deurne-Zuid en lid van de Meetingpartij. Hij woonde in de zomer op het nog bestaande Papegaaienhof te Deurne op het Boterlaar (thans bejaardenhome en serviceflats), waar hij ook zijn domicilie had. Hij had dit vervallen kasteel in 1871 aangekocht van Maria Persoons weduwe Mintjes en herbouwde dit tot een fraai lusthof met dreven, serres en bloemperken. Hij was een gepassioneerd bloemenkweker en behaalde met zijn orchideeën verschillende prijzen op internationale tentoonstellingen.